# Ingolfiellida
Ingolfiellida is een orde van kreeftachtigen uit de klasse van de Malacostraca (hogere kreeftachtigen).

## Familie
- Ingolfiellidae
- Metaingolfiellidae